# Estrada de Ferro Sorocabana

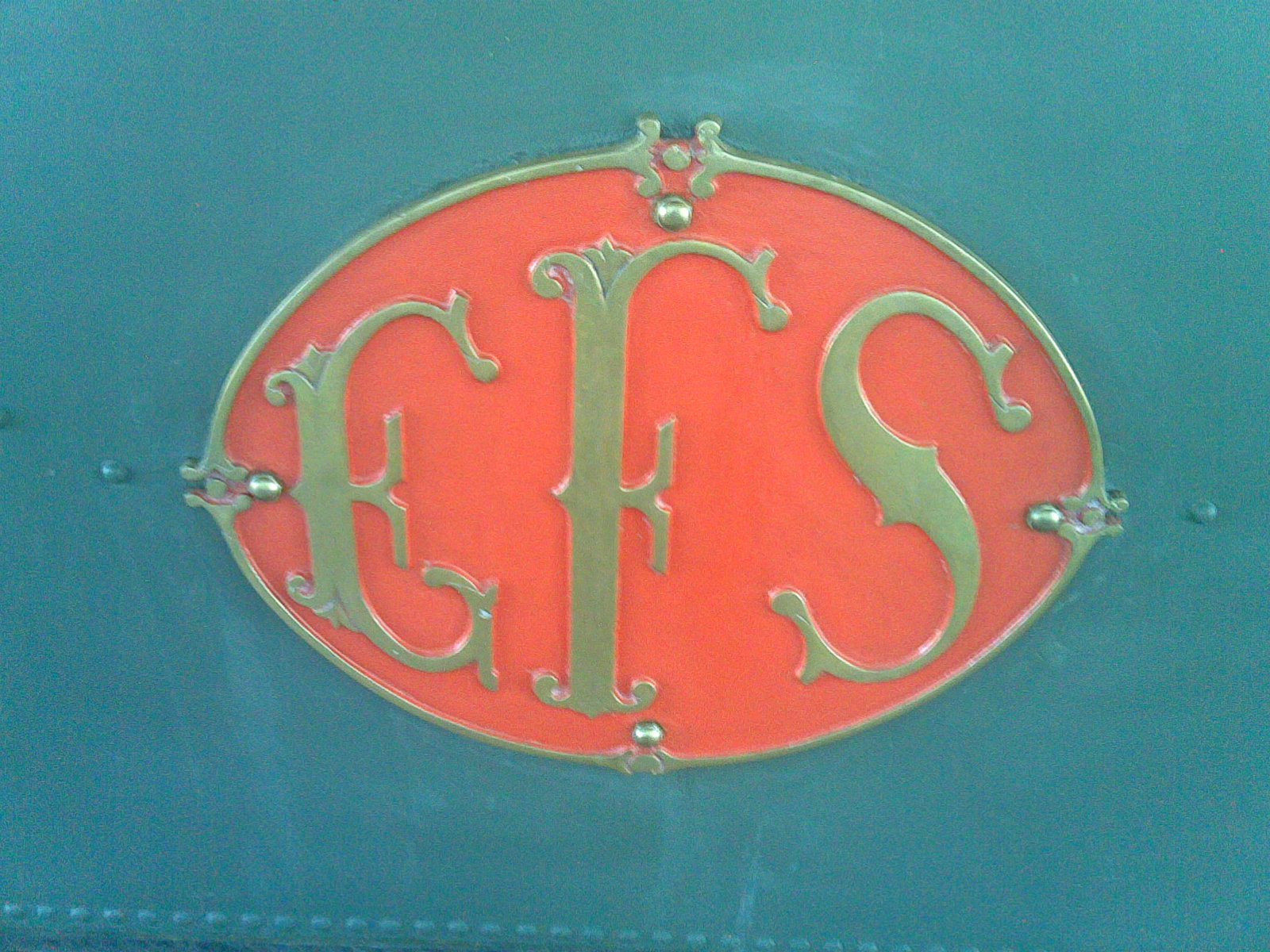
Logo de l'EFS (Estrada de Ferro Sorocabana) qui était fixé sur le côté d'un tender ou d'une cabine de locomotive.

Estrada de Ferro Sorocabana est une compagnie de chemin de fer au Brésil en activité de 1875 à 1971,.